# آچار جغجغه
آچارجغجغه یک نوع آچار است که دارای مکانیزم هرزگردی برای سهولت کار کردن است. البته باید این مکانیزم را در هنگام باز کردن یا بستن تنظیم کرد تا در جهت مناسب هرز بگردد. این نوع آچار معمولاً پایهٔ آچارهای دیگر هم می‌شود.